# Infectie

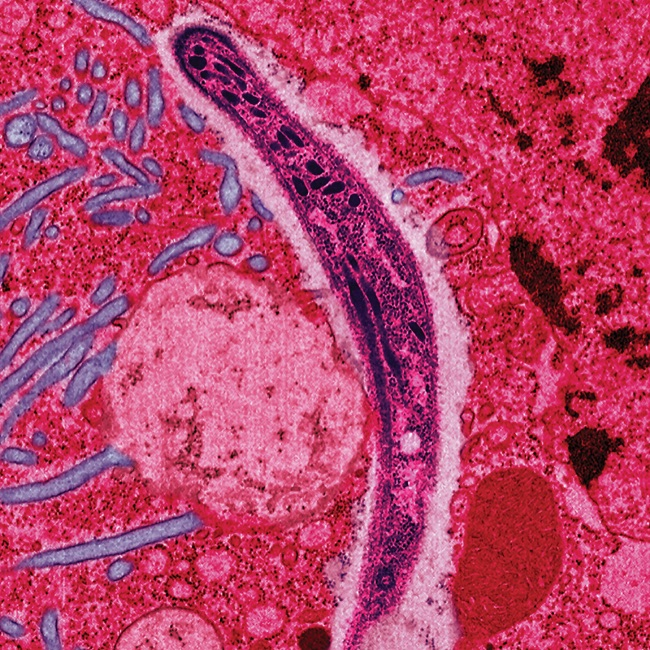
Ingekleurde elektronenmicroscopische opname van een malariaparasiet in het darmkanaal van een mug

Men spreekt over een infectie als een micro-organisme, virus, prion of parasiet in een levend wezen is binnengedrongen en zich daar vermenigvuldigd heeft (dit hoeft niet schadelijk te zijn). Wanneer het organisme dusdanig veel schade aanricht dat het normaal functioneren van de gastheer is verstoord, spreekt men van een infectieziekte. In het ergste geval kan een infectie leiden tot de dood van het geïnfecteerde individu. Het micro-organisme wordt bij een ziekmakende infectie het pathogeen, de ziekteverwekker genoemd. Als de ziektekiemen zich nog niet hebben vermenigvuldigd, of als ze door het immuunsysteem worden herkend en verwijderd, spreekt men niet van een infectie maar van besmetting.
Een infectie heeft vaak een ontsteking tot gevolg. Als de ziekteverwekker zich verspreidt door het lichaam zal het afweersysteem antistoffen maken. Aan de hand van deze stoffen kan men meestal bepalen met welke pathogeen het lichaam geïnfecteerd is. Infecties kunnen worden onderscheiden in plaatselijke infecties, bijvoorbeeld lokale huidontstekingen uitgaande van haarzakjes, regionale infecties, waarbij de infectie zich over een deel van het lichaam heeft uitgebreid, en systemische infecties waarbij het hele organisme ziek wordt, bijvoorbeeld griep.

## Veroorzakers
Pathogenen kunnen verschillende soorten micro-organismen zijn:
- virussen
- prionen
- bacteriën
- schimmels
- eencellige eukaryoten, zoals gisten
- meercellige parasieten, zoals spoelwormen, lintwormen en schurftmijten

Elk eencellig of meercellig organisme wordt in meer of mindere mate door andere organismen bevolkt. Meestal zijn het symbiotische of commensale relaties die geen schade aanrichten zoals de darmflora of huidflora.
Een infectie ontstaat als een pathogeen invasief wordt, het bloed of weefsels binnendringt. Een toxi-infectie is een infectie waarbij de pathogenen giftige stoffen afscheiden, zelfs als de pathogenen zelf niet in het lichaam binnendringen. Voorbeeld: wanneer een gewone huidbacterie op een plek in het lichaam wordt gebracht die normaal steriel is, kan die daar ongebreideld groeien en een enorme last voor de gastheer veroorzaken. Voorbeeld: puistjes, de Staphylococcus aureus veroorzaakt een hevige haarfollikel-infectie.
Bij een virale infectie stelt men meestal een sluipend verloop vast, bij bacteriële infecties is het verloop eerder acuut. Het kan bij infectie met toxoplasmose wel degelijk gebeuren dat er sprake is van chronische processen.

## Gevolgen
De gevolgen van een infectie hangen af van de:
- infectieweg
- virulentie van het pathogeen
- besmettingsdruk, het aantal pathogenen bij de eerste infectie
- immuunstatus van de gastheer.

## Soorten
Besmetting kan plaatsvinden door direct of indirect contact met de besmettingsbron en er kan sprake zijn van een commensale infectie
- Infectie door direct contact kan op verschillende manieren plaatsvinden. Bijvoorbeeld door:
  - handen schudden en zoenen
  - seksueel contact, met een soa als gevolg
  - van moeder op ongeboren kind
- Besmetting door indirect contact kan plaatsvinden door:
  - praten, niezen, hoesten, hierbij ontstaan aerosolen met ziekteverwekkers die een volgende gastheer bereiken
  - opwervelende stofdeeltjes
  - besmette materialen zoals beddengoed, eetgerei, kleding en toiletten
  - besmette voedingsmiddelen zoals rauw of slecht bereid vlees en kip, melk en eieren
  - besmet drinkwater
  - bloed van besmette mensen dat wordt gebruikt voor bloedtransfusie
  - ontlasting en urine van besmette mensen
  - insectenbeten en insectensteken

Commensale bacteriën zijn micro-organismen die van nature in of op de gastheer aanwezig zijn, bijvoorbeeld de E.Coli-bacterie in het darmkanaal van mensen. Als de weerstand van de gastheer daalt, bijvoorbeeld door ziekte of ondervoeding, kan het micro-organisme een infectie veroorzaken. Dit is een commensale infectie.

## Behandeling
Er zijn verschillende geneesmiddelen tegen infecties, waaronder antibiotica tegen bacteriën, antivirale middelen, antimycotica tegen schimmels, anthelminthica tegen wormen, enzovoort.